# Ine Airport
Ine Airport är en flygplats i Marshallöarna. Den ligger i den sydöstra delen av Marshallöarna, 29 km öster om huvudstaden Majuro.
Terrängen runt Ine Airport är mycket platt.  Närmaste större samhälle är Arno, 11,6 km nordväst om Ine Airport. 